# Daalkapel (Molenbeersel)

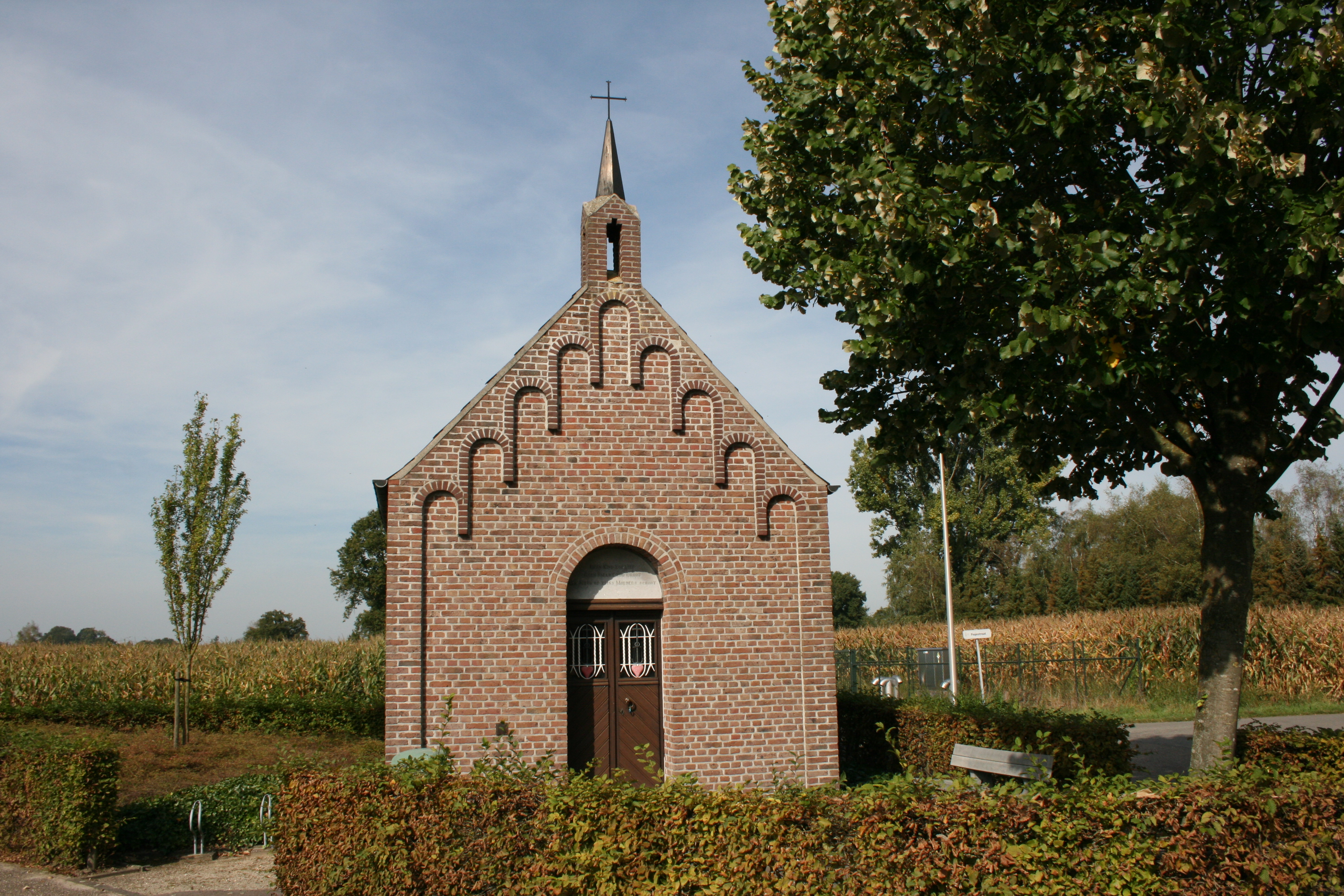
De Daalkapel is een kapel gelegen in Molenbeersel, een deelgemeente van Kinrooi in België. De kapel is opgedragen aan Onze-Lieve-Vrouw Moeder van Smarten.

De Daalkapel is een kapel gelegen aan de Fiejestraat in Molenbeersel, een deelgemeente van Kinrooi in België. De kapel is opgedragen aan Onze-Lieve-Vrouw Moeder van Smarten.
De kapel werd gebouwd door de gebroeders Vandael in 1929. In het timpaan het opschrift: "Geen kind zoo lief/ Geen smart zoo groot/ Als Jezus op zijns Moeders schoot".
De Daalkapel is een beschermd monument bij ministerieel besluit van 8 februari 1985.